# Lois Wilson
Lois Wilson z domu Burnham (ur. 4 marca 1891, zm. 6 października 1988) – współzałożycielka grup samopomocowych Al-Anon dla rodzin i bliskich alkoholików. Była żoną współzałożyciela Anonimowych Alkoholików Billa W.
Urodziła się w Brooklinie, przedmieściu Nowego Jorku, gdzie jej ojciec był wziętym chirurgiem i ginekologiem. Jej dziadek pastor był zwolennikiem Swedenborga i w takim typie religijności została wychowana.